# 彭措
彭措（藏語：ཕུན་ཚོགས，威利转写：phun tshogs；1958年12月—），西藏噶尔人，藏族，中国共产党党员。中华人民共和国政治人物、第十三届全国人民代表大会西藏地区代表。

## 生平
2018年2月24日，当选为第十三届全国人大代表。
2022年5月8日，涉嫌严重违纪违法，主动投案，接受西藏自治区纪委监委纪律审查和监察调查。
2022年5月，被西藏自治区人大常委会罢免全国人民代表大会代表职务，代表资格终止。